# Puerto Salgar
Puerto Salgar é um município da Colômbia, localizado na província Bajo Magdalena, departamento de Cundinamarca.